# Løgting
Løgting (ferojski: Løgtingið, danski: Lagtinget) jednodomni je parlament Farskih otoka, autonomnog teritorija u Kraljevini Danskoj.
Ime se može doslovno prevesti kao „zakonski thing”, odn. na engleskome law thing, pri čemu riječ thing označava skupštinu. To je značenje do danas preživjelo u malo germanskih jezika, ali se posvjedočilo u danskomu i švedskomu kao ting, starovisokonjemačkomu kao ding i staroengleskomu te islandskomu kao þing.
Sam naziv parlamenta potječe od staronordijske riječi lǫgþing kojom su se nazivale tadašnje skupštine. Sustav tinga, odn. þinga na Farskim otocima postoji već preko tisuću godina, a Løgting je u vikinško doba bio najviši zakonski autoritet. Od 1274. do 1816. godine obavljao je dužnosti poglavito sudskoga tijela, dok je Løgting kakav postoji danas osnovan 1852. godine i predstavlja parlament, a zakonodavnu vlast dobio je postizanjem autonomije pod danskom krunom 1948. godine. Jedini drugi suvremeni parlamenti koji vuku korijene iz staronordijskih skupština u Europi su Tynwald, parlament Otoka Man, i Alþingi, parlament Islanda.
Farski otoci danas sačinjavaju jednu biračku jedinicu, a broj predstavnika ograničen je na 33 predstavnika odjednom. Prvi izbori nakon ustanovljenja tog novog sustava Zakonom o izborima iz 2007. godine održali su se 19. siječnja 2008., prije čega je broj predstavnika varirao između 27 i 32 predstavnika. Tada je sedam biračkih jedinica imalo ukupno 27 predstavnika s najviše 5 dopunskih mandata. Taj prethodni sustav ustanovljen je Statutom o izborima iz 1978. godine, a osam općih izbora od tada do 2004. godine svaki su puta rezultirali s 32 mandata.
Mandat se predstavnicima u Løgtingu dodjeljuje na razdoblje od 4 godine. Izbori se mogu pokrenuti prije vremena ako se Løgting usuglasi o raspuštanju parlamenta. Premijer vlade, Løgmaður, tada izdaje objavu o nadolazećim izborima i određuje datum kada će se oni održati, a koji mora biti najmanje 6 tjedana nakon objave.

## Sjednica
Prva sjednica Løgtinga održava se na Dan sv. Olafa, tzv. ólavsøka, 29. srpnja. Tada predstavnici u Løgtingu, ministri, Visoki povjerenik Danske i drugi visoki službenici države održe procesiju. Procesija započinje kod zgrade parlamenta, dolazi do Tórshavnske katedrale i vraća se do zgrade Løgtinga, nakon čega je parlament službeno otvoren i sjednica započeta.
Na prvoj sjednici, premijer održava govor u proslavu ólavsøka u kojemu opisuje općenito stanje države u tom trenutku. Løgting zatim održava jednu veliku parlamentarnu raspravu u vezi s trenutnim stanjem, a teme su premijerov govor te državni proračun.
Løgting u pravilu raspravlja o 100 – 150 točaka dnevnoga reda tijekom pojedine sjednice.
Tradicija za ólavsøku je iznimno stara te potječe iz razdoblja Norveške vlasti nad otočjem. U tim starijim vremenima, Løgting se okupljao tek jednom u godini, na ólavsøku, i vijećao 8 dana od 6 do 15 sati uz svakodnevno pohođenje mise te prisustvo svih svećenika Farskih otoka. Promijenila se tek u 17. stoljeću, kada je okupljanje počelo uključivati svećenike samo na sam dan ólavsøke.

## Ungdómsting
Svake druge godine u veljači, s početkom u 2006. godini, organizira se Ungdómsting kako bi se mlade angažiralo za politiku i obrazovalo o zakonskim procesima, radu parlamenta te važnosti demokracije.
Ungdómsting je namijenjen djeci od 8. do 10. razreda osnovne škole, tj. od 15 do 17 godina starosti, koja za trajanja Ungdómstinga izvode razne projekte, simulirajući time stvaran rad Løgtinga.

## Galerija
- Zgrada Løgtinga u 1950-ima
- Unutrašnjost Løgtinga, oko 1900.
- Slika zgrade parlamenta iz 1906. godine
- Pogled s Tinganesa na zaljev Vestaravág, 1864.

## Vanjske poveznice
- løgtingið.fo – Početna stranica (na ferojskome)